# Verzweigung Schönbühl
De Verzweigung Schönbühl is een knooppunt in Zwitserland. Op dit knooppunt bij de stad Urtenen-Schönbühl sluiten de A1 en de A6 aan op de A1/A6.

## Configuratie
Het knooppunt is een trompetknooppunt.